# Obrovac Sinjski
Obrovac Sinjski falu Horvátországban Split-Dalmácia megyében. Közigazgatásilag Sinjhez tartozik.

## Fekvése
Splittől légvonalban 32, közúton 42 km-re északkeletre, községközpontjától 8 km-re északkeletre, a dalmát Zagora középső részén, a Hrvacei mező északkeleti szélén, a Cetina bal partján, a Sinjből a bosznia-hercegovinai Livnoba vezető 219. számú út mentén fekszik. Han nevű településrészén található az a közúti híd, mely az egyetlen összeköttetést biztosítja Sinj és Split városai felé.

## Története
A település és vidéke a régészeti leletek tanúsága szerint már a legősibb időktől fogva lakott volt. Ezt elsősorban kedvező fekvése tette lehetővé, hiszen Obrovac területe a termékeny Hrvacei mező szélén és a Kamešnica-hegység csúcsai alatti Gljevi fennsíkon található, mely terület már akkor is kiválóan alkalmas volt a mezőgazdasági termelésre és az állattartásra, kereskedelmi szempontból pedig az adta a jelentőségét, hogy itt vezetett át az egyik fontos kereskedelmi út, mely tengerpart irányából a Cetina folyón és a Dinári-hegységen át Bosznia és Hercegovina felé haladt. A folyót Hannál átívelő fontos híd közelében került elő az a kőből faragott véső, mely a paleolitikumból (i. e. 35000 – 10000) származik és ma Sinjben a Cetinai terület múzeumában őrzik. Ez a vidék rendkívül gazdag más történelem előtti leletekben is, melyek közül kiemelkedik az Obrovac határában talált bronz tőr és a szomszédos Gala területén fekvő Gackón feltárt, cölöpökre épített házakból álló ősi település. A legősibb itt élő ismert nép az illírek egyik törzse a dalmátok voltak. Jelenlétükről a Gljev határában található erődített település maradványai, valamint a Bajagićon és Obrovacon található halomsírok tanúskodnak. A rómaiak a 6 és 9 között zajlott utolsó nagy dalmát felkelés leverését követően szilárdították meg hatalmukat a térségben. A Salonából a provincia belseje felé vezető római út a Mostina nevű helynél, a tripalovai malomnál a mai hani hídtól mintegy kétszáz méterre vezetett át a Hippuson, a mai Cetinán. A római jelenlétet a Gala területén előkerült lakó- és gazdasági épületek, római villagazdaság maradványai, valamint az Obrovac-Hannál az iskola közelében álló közösségi háznál 1956-ban talált cserép- és téglagyártó műhely nagy kemencéjének mára megsemmisült maradványai bizonyítják. Kisebb késő ókori erődítmény maradványai találhatók Gljevnél, mely a népvándorlás idején védte sikertelenül a Dalmáciát övező római limest. Ebből az időből származhat Obrovac neve is, melyet a történészek az avarokkal (obri) hoznak összefüggésbe. A horvátok ősei az avarokkal egy időben, a 7. század elején telepedtek le a Cetina mentén. A kereszténység felvételéről a Gala területén talált és a Cetinai területi múzeumban őrzött 7. századi, a szentélyt a hívektől elválasztó faragott kőtábla tanúskodik. A bajagići ószláv síroknak a sinji ferences kolostorban őrzött mellékleteiből az itt élő lakosság mezőgazdasági tevékenységére következtethetünk. A középkori horvát állam megalapítása után Obrovac vidéke a Cetinai zsupánsághoz, majd az azonos nevű grófsághoz tartozott. A cetinai grófok közül említésre méltók a Nepilićek, akik 1344 és 1435 között birtokolták e területet. Ebből a korból származnak az elsősorban Gljev területén található középkori sírkövek. A Cetina felső folyásának környéke először 1513-ban került török kézre, majd Sinj várának 1536-os eleste után szilárdult meg a török uralom, mely 1686-ig Sinj felszabadításáig tartott. A török uralom idején a horvát lakosság fokozatosan kipusztult. A török valószínűleg újjáépítette a Cetinán átvezető hidat, melyről 1660-ban Evlia Cselebi is ír megemlítve, hogy hét nyílása van és két toronyvár védi, melyek vasalt felvonóhíddal vannak ellátva. Számos török karaván haladt itt át Boszniából Split irányába tartva. Ezt a hidat az 1714 és 1718 között zajlott török-velencei háborúban rombolták le, amikor hatvanezer török harcos vonult itt át Sinj várának újbóli elfoglalására. A török feletti nagy győzelem, majd a pozsareváci béke véget vetett az állandó török veszélynek. A kipusztult lakosság pótlására a velencei hatóságok irányításával és rámai ferences szerzetesek vezetésével Boszniából és Hercegovinából keresztény lakosság érkezett. A velencei uralomnak 1797-ben vége szakadt és osztrák csapatok vonultak be a településre. 1806-ban az osztrákokat legyőző franciák uralma alá került, de Napóleon lipcsei veresége után 1813-ban újra az osztrákoké lett. A francia uralom idején építették újjá a Cetinán át Livnoba vezető utat. Hannál a franciák egy nagy ispotály építését is tervezték, de ebből a francia kivonulás miatt nem lett semmi. A Habsburg uralom 1918-ig tartott. Az osztrák uralom idején 1849-ben építették meg a Cetina mai helyén álló hídját. 1903-ban megnyílt a település alapiskolája, mely 1960-ban területi iskola lett, ahova Obrovacon kívül a szomszédos Bajagić, Gala és Gljev gyermekei is jártak. 1907-ben Hanon megalakult a termelő szövetkezet, mely egészen a II. világháborúig működött. 1918-ban az új szerb-horvát-szlovén állam, majd később Jugoszlávia részévé vált. 1857-ben 439, 1910-ben 819 lakosa volt. A második világháború idején a Független Horvát Állam része volt. A háború után a szocialista Jugoszlávia része lett. Lakói a mezőgazdaságon és az állattenyésztésen kívül a közeli városokba Sinjre, Splitre és más városokba, nemritkán külföldre jártak dolgozni. A Hanból Ruminra vezető utat 1969-ben, a Glavicán át Sinjre vezető utat 1971-ben aszfaltozták le. A település 1991-től a független Horvátországhoz tartozik. A szerb támadásoktól szerencsésen megmenekült. A legnagyobb veszély 1993. január 28-án leselkedett a településre, amikor a horvát hadsereg Peruča hadművelete idején a szerbek a Peruča-tó gátját fel akarták robbantani, de a műveletet és vele a környezeti katasztrófát még időben sikerült megakadályozni. 2011-ben 804 lakosa volt, akik főként mezőgazdaságból és állattenyésztésből éltek, valamint a közeli városokban dolgoztak.

## Lakosság
| Lakosság változása | Lakosság változása | Lakosság változása | Lakosság változása | Lakosság változása | Lakosság változása | Lakosság változása | Lakosság változása | Lakosság változása | Lakosság változása | Lakosság változása | Lakosság változása | Lakosság változása | Lakosság változása | Lakosság változása | Lakosság változása |
| ------------------ | ------------------ | ------------------ | ------------------ | ------------------ | ------------------ | ------------------ | ------------------ | ------------------ | ------------------ | ------------------ | ------------------ | ------------------ | ------------------ | ------------------ | ------------------ |
| 1857               | 1869               | 1880               | 1890               | 1900               | 1910               | 1921               | 1931               | 1948               | 1953               | 1961               | 1971               | 1981               | 1991               | 2001               | 2011               |
| 439                | 527                | 585                | 691                | 756                | 819                | 913                | 993                | 1.015              | 1.060              | 1.041              | 978                | 987                | 991                | 913                | 804                |

## Nevezetességei
- A bajagić-obrovaci plébánia közös Szent Miklós plébániatemploma Bajagićon áll. A templomot 1937-ben faragott kövekből építették neoromán stílusban. Harangtornya 1955-ben épült.
- Han településrészen egy Szent Miklós tiszteletére szentelt kápolna áll.
- A plébániaházat 1974-ben építették fel Hanon Ante Barać tervei szerint. Földszintjén egy Kisboldogasszony kápolna található, mely hittanteremként is szolgál. 1988-ban a plébániatemplom közelében új plébániát építettek, azt követően a hani ház kápolnaként szolgált.